# Mentzelia springeri
Mentzelia springeri là một loài thực vật có hoa trong họ Loasaceae. Loài này được (Standl.) Tidestr. mô tả khoa học đầu tiên năm 1941.